# آر. كي. تشاودري
آر. كي. تشاودري هو سياسي هندي، ولد في 6 ديسمبر 1954 في فايز آباد في الهند. نشط حزبياً في Rashtriya Swabhiman Party ‏.